# Gostilitsa
Gostilitsa (bulgariska: Гостилица) är ett distrikt i Bulgarien.   Det ligger i kommunen Obsjtina Drjanovo och regionen Gabrovo, i den centrala delen av landet, 170 km öster om huvudstaden Sofia.
Omgivningarna runt Gostilitsa är en mosaik av jordbruksmark och naturlig växtlighet. Runt Gostilitsa är det ganska tätbefolkat, med 124 invånare per kvadratkilometer.